# Estación de ferrocarril Nur-Sultán-1
Astana-1, oficialmente Nur-Sultan-1 (en ruso: Нур-Султан 1, en kazajo: Нұр-Сұлтан-1) es una estación de ferrocarril en Nur-Sultan, Kazajistán. La estación fue inaugurada en 1929, aunque ha sido remodelada en varias ocasiones, y puede atender a 7000 viajeros por día. Como parte de la infraestructura construida para la Expo 2017, una nueva estación, Nur-Sultan-Nurly Jol, se encuentra cerca del callejón Mynzhyldyk con una nueva capacidad de 12 000 viajeros.
La estación pasó a llamarse «Nur-Sultan-1» después de que la ciudad cambió su nombre.

## Servicios
Alrededor de la mitad de los servicios de trenes que sirven a Nur-Sultan llegan a Astana-1. La mayoría de estos son servicios "directos", ya que la nueva estación de Astaná Nurly Jol es una estación terminal. Casi todos los servicios de Talgo que sirven a Nur-Sultan ya no sirven a Astana-1, pero muchos servicios de larga distancia y cercanías permanecen en la estación.